# Krystian Nowak
Krystian Nowak (ur. 1 kwietnia 1994 w Ełku) – polski piłkarz występujący na pozycji obrońcy w FK Andijon. Były młodzieżowy reprezentant Polski.

## Kariera
Nowak jest wychowankiem klubu Mazur Ełk. Jeszcze jako junior przeprowadził się do Łodzi i pobierał nauki w tamtejszej Szkole Mistrzostwa Sportowego. Właśnie w barwach UKS SMS zadebiutował w seniorskiej piłce, kiedy w meczu III ligi klub ten zremisował z Ceramiką Opoczno. Wiosną Nowak był pewnym punktem drużyny, a w kwietniu 2011 zdobył swoją pierwszą bramkę w karierze, w meczu z Pilicą Przedbórz. UKS SMS zakończył rozgrywki na czternastej pozycji, która oznaczała spadek do niższej ligi.
Nowak kolejny sezon spędził na wypożyczeniu do II-ligowego Tura Turek. Dopiero na wiosnę stał się podstawowym zawodnikiem drużyny. Tur w tabeli końcowej zajął 15. miejsce, ale nie spadł do niższej ligi tylko dlatego, że Czarni Żagań nie otrzymali licencji na przyszły sezon.
W sierpniu 2012 Nowak został wypożyczony do Widzewa Łódź, początkowo na pół roku. Najpierw grał w zespole Młodej Ekstraklasy. W pierwszej drużynie zadebiutował dopiero w listopadzie, kiedy to pojawił się na boisku w meczu z Lechią Gdańsk. 9 grudnia Nowak zdobył pierwszą bramkę w polskiej Ekstraklasie, ustalając wynik na 2:2 w meczu z Podbeskidziem. Z Widzewem w sezonie 2013/2014 zaliczył spadek do I ligi. 17 stycznia 2015 roku decyzją trenera objął funkcję kapitana drużyny I-ligowego Widzewa. Po przesądzonym już spadku, pogrążonego w kłopotach finansowych i organizacyjnych, Widzewa do II ligi, na jedną kolejkę przed końcem rozgrywek, rozwiązał za porozumieniem stron swój kontrakt z klubem. Krystian Nowak w barwach Widzewa Łódź rozegrał łącznie 80 spotkań, w których strzelił 5 bramek. Składają się na to rozgrywki Ekstraklasy, I ligi i Pucharu Polski.
24 czerwca 2015 roku podpisał roczny kontrakt, z możliwością przedłużenia o kolejny rok, z występującym w Ekstraklasie Podbeskidziem Bielsko-Biała.
W nowym zespole oficjalnie zadebiutował 18 lipca 2015 w zremisowanym 1:1 ligowym meczu z Zagłębiem Lubin. W sezonie 2015/16 wystąpił w 21 ligowych meczach pierwszej drużyny i spadł z Bielskiem z Ekstraklasy. Po sezonie kontrakt piłkarza nie został przedłużony.
8 sierpnia 2016 podpisał dwuletni kontrakt ze szkockim klubem Heart of Midlothian. W ciągu dwóch sezonów rozegrał dla klubu 25 meczów, strzelając 1 gola – w meczu z Rangers. 
30 stycznia 2018, na mocy 2,5-letniego kontraktu, został piłkarzem greckiego Panioniosu, gdzie spędził pół roku i nie odegrał znaczącej roli, po czym przeniósł się do chorwackiego Slavena Belupo, gdzie spędził dwa sezony. W 2020 powrócił do występującego w I lidze Widzewa Łódź, a następnie przez kolejne dwa sezony był podstawowym środkowym obrońcą. 6 marca 2021 zdobył bramkę w 66. Derbach Łodzi, zakończonych remisem 2:2. 23 kwietnia 2021 przeciwko Górnikowi Łęczna rozegrał swój 100. ligowym mecz dla Widzewa. Łącznie rozegrał dla łódzkiego klubu 135 meczów strzelając 8 bramek i notując 4 asysty. W 2022 podpisał kontrakt z rumuńskim Universitatea Cluj; w sezonie 2022/23 rozegrał trzy spotkania w Pucharze Rumunii i nie zadebiutował w lidze. Po wygaśnięciu kontraktu powrócił na Wyspy Brytyjskie i podpisał roczny kontrakt z irlandzkim Bohemians, gdzie w sezonie 2023 był podstawowym środkowym obrońcą. 